# Birger Sjöberggymnasiet
Birger Sjöberggymnasiet (byggt 1969) i Vänersborg är uppkallat efter författaren och vissångaren Birger Sjöberg. Skolan har elva nationella program med en rad olika inriktningar. Skolan är bland annat känd för sin riksrekryterande spetsutbildning i musik, samt att det erbjuds teckenspråksinriktning på Vård- och omsorgsprogrammet och Samhällsvetenskapsprogrammet. Skolan ingår sedan januari 2013 i Kunskapsförbundet Väst, det kommunalförbund som bildats av Trollhättans stad och Vänersborgs kommun för att samordna de frivilliga skolformerna.
Under hösten 2007 blev Birger Sjöbergymnasiet ett certifierat teknikcollege.
Kända personer som har gått på Birger Sjöberggymnasiet är bland andra Agnes Carlsson och Anton Malmberg Hård af Segerstad.
Birger har 420 elever och 69 lärare och annan personal (år 2024)

## Program
- Barn- och fritidsprogrammet
- Ekonomiprogrammet
- El- och energiprogrammet
- Estetiska programmet (Musik, dans)
- Fordons- och transportprogrammet (MTU)
- Humanistiska programmet
- Individuella programmen
- Naturvetenskapsprogrammet
- Estetiska programmet, spetsinriktning musik (MUV)
- Vård- och omsorgsprogrammet
- Samhällsvetenskapsprogrammet
- Teknikprogrammet